# 陶拉·利姆尼奥斯
陶拉·利姆尼奥斯（希臘語：Toula Limneos, Τούλα Λιμναίος，1963年—）是一位希腊现代舞编舞、表演者和陶拉·利姆尼奥斯舞蹈团的艺术总监。她跟德国作曲家拉尔夫·日·奥勒茨，一起创办并管理这个总部位于柏林礼堂舞台（HALLE TANZBÜHNE BERLIN）的现代舞蹈团。

## 生平
陶拉·利姆尼奥斯学古典舞、当代舞、亚历山大技术、拉班动作技巧、音乐和舞蹈教学。毕业后，她作为舞蹈家与克劳迪奥·伯纳多（Claudio Bernardo）和雷吉娜·肖皮诺（Régine Chopinot）合作，也担任过皮埃尔·德鲁莱尔（Pierre Droulers）的助手。
利姆尼奥斯曾在富克旺根艺术大学学习，她教授包括了：苏珊娜·林克（Susanne Linke）、马卢·艾罗多（Malou Airaudo）、吉恩·塞布龙（Jean Cébron）、卢茨·弗尔斯特（Lutz Förster）、多米尼克·莫西（Dominique Mercy）等等名舞蹈家。她不久后成为富克旺根舞蹈工作室（艺术总监：皮娜·鲍什）的成员。利姆尼奥斯与康妮·包尔（Conny Bauer）和彼得·科瓦尔德（Peter Kowald），两个音乐家一起成立了《二重奏·风景》（duo landcapes）。这个团的现场演出让她声名鹊起。
1996年，利姆尼奥斯创始了陶拉·利姆尼奥斯舞蹈团。这个国际知名的现代舞蹈团在世界范围展示陶拉·利姆尼奥斯的编舞作品。它的巡回表演地区包括了：非洲、比利时、巴西、德国、立陶宛、拉脱维亚、丹麦、厄瓜多尔、法国、爱尔兰、西班牙、意大利、奥地利、波兰、委内瑞拉等。
除了舞团管理，她还担任客席编舞在奥斯纳布吕克剧院（Theater Osnabrück）以及在法兰克福音乐与表演艺术学院。2007年至2008年利姆尼奥斯担任客座教授，任教于柏林恩斯特·布施戏剧学院。
陶拉·利姆尼奥斯是在德国舞蹈界中最杰出的人物之一。

## 延伸阅读
- The Daily Mirror (Der Tagesspiegel), a special issue on the theater award George Tabori 2012, The Fund for Performing Arts, 16. - 23.05.2012.
- Elisabeth Nehring: Mehr Schärfe und Radikalität. （页面存档备份，存于） In: Berliner Zeitung, Kultur, 05.08.2013.
- Karin Schmidt-Feister:  Das Brennen unter der Haut （页面存档备份，存于） in: Neues Deutschland, Berlin – Kultur, 08.08.2013.
- Tanz-Journal, Issues 4-6, Kieser Verlag, München, 2005.
- The Beckett Circle, Volumes 17-26, p. 9, Samuel Beckett Society, 2001.